# Сталевий Щур (роман)
«Сталевий Щур» (англ. The Stainless Steel Rat) — фантастичний роман американського письменника Гаррі Гаррісона, що входить в серію Сталевий Щур. Четвертий по внутрішній хронології серії. Виданий 1961 року.

## Сюжет
Початок роману відбувається на планеті системи Бета-Мінгус Галактичної Ліги. Спритний злодій Джеймс Болівар Ді Гріз на призвістко «Слизький Джим» грабує банк. Після вдалого пограбування він вирішує відбути до планети номер Х тієї ж системи. Слизький Джим бажає здійснити чергове пограбування, вже найбільшого магазину у місті Бургх, текстильному промисловому центрі планети. Після пограбування при намаганні сховатися Ді Гріз відчуває, що потрапив у чиюсь пастку. Оскільки місцева поліція не могла йому щось протиставити, то його підозри падають на Спеціальний Корпус, відділ Ліги, який займається проблемами, непосильними для власних сил світів. Про цю організацію ходили плітки по Галактиці. На рахунку цього відділу галактичної Ліги були такі операції, як остаточне знищення рейдерів Хескелла, припинення діяльності підпільних торговців «Т і П», а також схоплення відомого злодія Інскіна. Згодом герой потрапляє у кімнату, де його вже очікує людина.
Як з'ясовується, Корпус і справді поставив пастку, у яку потратив Ді Гріз. Співрозмовником головного героя виявляється колишній відомий злодій Інскін, який став головою Спеціального Корпусу. Інскін пропоную головному герою приєднатися до нього і стати співпрацівником Корпуса, бо Ді Гріз, не дивлячись на багато скоєних ним злочинів, ще ні разу не вбивав людину. Зі слів Інскіна головний герой дізнається, що Корпус бореться не з такими злочинцями як Ді Гріз, які протестують проти існуючого світу, а проти тих, які убивають і насолоджуються цим. Також герой дізнається, що більшість агентів Корпусу — колишні злодії, такі як сам головний герой та Інскін. Після недовгих роздумів головний герой приймає пропозицію Інскіна.
Вже ставши агентом Спеціального Корпусу, Ді Гріз проходить навчання у Школі на супутнику навколо невідомої планеті. Під час роботи у архіві головний герой потрапляє на слід можливого будівництва військового корабля типу Імперський лінкор (останній такий було знищено біля тисячі років тому) під виглядом пасажирського корабля. Цією інформацією він ділиться з Інскіним і отримує завдання відбути до планети, де здійснюється будівництво.
Головний герой прибуває до планети Циттануво, де під виглядом адмірала Великого Флоту Ліги Тара, та проводить розслідування. Як виявляється, влада планети (в особі президента Ферраро) не причетна, а будівництвом лінкора (а це і справді виявляється він) керував з тіні Пепе Перо зі своєю помічницею Анжеліною. Ді Гріз намагається захопити майже добудований корабель, але той вже зник з верфі. Через деякий час приходять новини, що лінкор напав на інший корабель і при цьому загинули люди.
Головний герой отримує крейсер, на якому все ще як «адмірал» відбуває до місця трагедії. Не зважаючи на протидію капітана крейсера Стенга, Ді Гріз вирішує зробити для Пепе пастку. Видаючи себе за багатія, що подорожує на яхті «Ельдорадо», він відбуває з планети Удрідд, використовуючи себе як приманку. Пепе з Анжеліною попадається у цю пастку, лінкор і справді скоює напад на яхту і бере її на абордаж. Але за допомоги магнітів та вибухівки герой знешкоджує лінкор і під час розмови з Пепе по приладу зв'язку він підкрадається до Пепе та його помічниці й знешкоджує їх. Але поки він стежить за Пепе, Анжеліці вдається зникнути. Пепе розповідає, що мозком операції насправді була Анжеліка, а він сам був лише її помічником. Не зважаючи на те, що Ді Гріз не повірив йому, згодом це підтвердилося, що коштувало життю команді невеличкого крейсера Ліги, до якого потрапила Анжеліка.
Після повернення до Школи Корпусу, головний герой, попри заперечення Інскіна, вирішує продовжити пошуки Анжеліки. Він викрадає корабель Корпусу і тікає з супутника. Судячи з вибуху запалу бомби у двигуні корабля (він знешкодив бомбу), Ді Гріз зрозумів, що Корпус надав йому відставку і далі він знову починає діяти сам по собі. Аналізуючи поведінку Анжеліки, він вибирає планету Фрейбург, де передчуває присутність супротивника.
Планета Фрейбург, яка вже двісті років як увійшла до Ліги, на думку головного героя була ідеальним місцем для злодіїв, бо вона ще досі не досягла рівня більш розвинених планет Ліги, але вже не була ізольованою, отож було просто інтегруватися у неї. Під час перебування у барі, герой зустрічається з Анжелікою (яка грає повію), але вона впізнає і обдурює його, згодом розстрілюючи Ді Гріза.
Головний герой отямлюється у лікарні, звідкіля невдовзі зникає. Ще більше бажаючи відплатити Анжеліці, герой за допомоги лікаря Вульфа змінює свій вигляд та голос. Роздумуючи на тим, як спіймати Анжеліку, Ді Гріз приходить до думок про те, що він закохався у цю жінку. Маючи намір спіймати злодійку, Ді Гріз видає себе за дворянина з Местельдросса (віддалена провінція планети), графа Бента Дібстола і вирушає на королівський бал. Там під час розмови з королем Віллельмом ІХ він затіває бійку, за що потрапляє до в'язниці. Через деякий час головного героя викрадають з в'язниці люди князя Кассітора Рденранта, кузена короля. Як виявляється, князь бажає здійснити переворот і залучає Ді Гріза у спільники. Але як надалі з'ясовується, реально головує Анжела (нове ім'я Анжеліки). Згодом виявилося, що Анжеліка майже відразу упізнала головного героя, але як Ді Гріз мав до неї почуття, так і вона була до нього небайдужа. Також головний герой впізнав історію цієї жінки, насправді її ім'я було Ангела. Вона народилася зі страшними генними відхиленнями і мала страшну зовнішність, але з часом вона змінювала свою зовнішність, здобуваючи гроші протизаконними діями. І чим більше привабливим ставало її тіло, тім жахливішою ставала її душа. Романтичні відносини між героями були перервані, бо їх схованку було викрито, а Ангела звинуватила в цьому Ді Гріза. Вона намагається вбити його, але її зупиняє Інскін, який раптово з'являється у кімнаті Ангели. Через деякий час у бесіді з Інскіном, Ді Гріз узнає, що майже увесь час він був під наглядом Корпусу, а вибух запалу це було інсценування для того, щоб він відчув себе вільним. На питання Ді Гріза, чому Інскін втрутився у операцію, голова Корпусу відповів, що не вважає, що Ді Гріз міг би затримати Ангелу, бо має до неї сильне почуття. Герой був вимушений погодиться з ним. Розкривається подальша доля Ангели, психологи намагаються виправити відхилення у її психіці, знайшовши його причину, на що головний герой обіцяє допомогти їм у цьому.
Роман закінчується тим, що головний герой упевнено говорить Інскіну, що той вербує злодіїв, які опиняються в його руках (голова Корпусу погоджуються і підтверджує, що з неї вийде відмінний агент) і, що вони будуть суперкомандою. Голова Спеціального Корпусу і вже повний агент Корпусу підіймають келихи з тостом «За злодіїв».

## Теорія «сталевих щурів» у викладенні головного героя
У цьому романі головний герой підіймає питання про сучасне (для нього) суспільство і місце людей в ньому. Світ, де живе головний герой, є багатим союзом світів, де практично забуте поняття «злочинність». Завдяки століттям генетичного контролю, лише невеличка група людей була незадоволена і ще менша група не сприймала наявний соціальний порядок. Деяких з цих людей рано чи пізно виявляють та приводять до норми. Інші довго не показують своєї відмінності, поки не дорослішають, щоб потім скоювати невеликі злочини (пограбування квартир, магазинів і подібне). Вони зникають на деякий час і знову скоюють злочини, поки поліція врешті-решт не знаходить їх. Такі злочинці складають 99 % їх. Але ще є 1 % таких людей, як головний герой, заради яких і існують поліцейські департаменти. Ці люди «щури» в межах суспільства, які живуть поза його заборон та правил. В суспільстві тим більше «щурів», чим м'якші його закони, подібно як у дерев'яних будівлях щурів набагато більше, ніж у залізобетонних. Суспільство, де живе головний герой — це залізобетон та нержавіюча сталь, де все менше залишається щілин та зазорів, тому щурам треба бути спритнішими, щоб знайти їх. В такому середовищі щурі самі повинні ставати «сталевими».
На черговій стадії інтелектуального розвитку, індивідуум сам повинен зробити вибір: ризиковане життя поза правилами суспільства, чи смерть від абсолютної нудьги.

## Історія всесвіту «Сталквого Щура» до існування галактичної Ліги
У цьому романі з'являються дані про події до утворення Галактичної Ліги. Зокрема згадується Імперія, що існувала за тисячі років до подій роману. При розмові Інскіна та Ді Гріза про лінкор, який можливо будувався на планеті, Циттануво, згадується, що такі величезні кораблі, як імперські лінкори і транспортні кораблі Д-класу, використовували за часів Золотої доби Імперських завоювань.
В подальшому зв'язки між планетами імперії розірвалися внаслідок розпаду Імперії. Такі загублені планети, як Фрейбург, були на тисячі років віддалені від потоку галактичної культури, поки знову не були відкриті Лігою і не включені до її складу.

## Головні персонажі
- Джеймс Болівар Ді Гріз — головний персонаж роману, міжзоряний шахрай;
- Гарольд Пітер Інскін — колишній злодій «Інскін Невловимий», який став головою секретної служби Спеціальний Корпус. Керівник головного героя;
- Анжеліна (справжнє ім'я Ангела) — головний антагоніст героя. Видатна злочинниця, яка на відміну від головного героя є заповзятою та безжалісною вбивцею.

## Місця подій
- Зоряна система Бета-Мінгус. Має приблизно 14 планет з умовами, схожими до земних.
  - Неназвана планета, де починаються події роману, і де Ді Гріз скоює вдале пограбування;
  - Морій XVIII — велика сільськогосподарська планета. За підробним квитком головний герой вилетів до цієї планети;
  - Планета ІІІ;
  - Планета Х — одна з планет системи, де Ді Гріз мав намір провести чергове пограбування.
    - Бургх — місто, великий планетарний текстильний центр.
- Школа та Головний штаб Спеціального Корпусу — розміщені на супутнику невідомої планети.
- Фарондьмен ІІ — планета, на якій не відбувається подія, згадана Інскіним. Була пограбована ним за часів, коли він ще був злодієм.
- Циттануво — друга планета у системі зорі у Північній Короні. Єдина планета у системі, придатна для життя. Циттануво була повторно заселена з системи Целліні. Планета міститься у складі Ліги і уявляє собою доволі стабільну та багату планету, очолювану президентом (на момент подій президент Ферраро). На корабельнях Циттануво було зроблено корабель типу старих Імперських лінкорів.
- Удрідд — планета, на корабельнях якої було виготовлено яхту-пастку для головного героя. Входить в Лігу, корабельні належать флоту Ліги.
- Фрейбург — планета, що вже 200 років як увійшла до Ліги. На час подій роману планета перебуває в перехідному періоді від «доконтактної культури» до «неоконтактної цивілізації». Влада на планеті належить монарху, королю Віллєльму ІХ.
  - Фрейбургбад — велике місто на планеті, єдине, що має добрий космопорт.